# مارسل موسی
مارسل موسی (فرانسوی: Marcel Moussy‎؛ زاده ۷ مه ۱۹۲۴ درگذشته ۱۱ اوت ۱۹۹۵) یک فیلم‌نامه‌نویس اهل فرانسه بود.